# Girlboss
Girlboss è una serie televisiva statunitense creata da Kay Cannon per Netflix e basata sull'autobiografia #Girlboss di Sophia Amoruso.
La serie ha debuttato il 21 aprile 2017. Il 25 giugno 2017 viene cancellata dopo una sola stagione prodotta.

## Trama
Sophia è una ragazza ribelle che si rifiuta di attenersi alle regole. Appassionata di vestiti vintage, decide di aprire un negozio online, diventando così un'improbabile imprenditrice. Tuttavia si renderà conto delle difficoltà di essere il capo di se stessi.

## Personaggi e interpreti

### Principali
- Sophia Marlowe, interpretata da Britt Robertson, doppiata da Rossa Caputo.
- Annie, interpretata da Ellie Reed, doppiata da Benedetta Degli Innocenti.
- Shane, interpretato da Johnny Simmons, doppiato da Marco Vivio.
- Dax, interpretato da Alphonso McAuley, doppiato da Daniele Giuliani.

### Ricorrenti
- Jay Marlowe, interpretato da Dean Norris.
Padre di Sophia.
- Rick, interpretato da Norm Macdonald.
Guardia giurata del negozio di Sophia.
- Lionel, interpretato da RuPaul Charles, doppiato da Fabrizio Vidale.
Vicino di casa di Sophia.
- Mobias, interpretato da Jim Rash, doppiato da Oreste Baldini.
Proprietario di un negozio dell'usato.
- Rosie, interpretata Louise Fletcher
- Gail, interpretata da Melanie Lynskey, doppiata da Sabrina Duranti.
Proprietaria del negozio Remembrances.
- Macedo (Michelle e Melissa).
Membri della band di Shane.

## Episodi
| Stagione       | Episodi | Pubblicazione USA | Pubblicazione Italia |
| -------------- | ------- | ----------------- | -------------------- |
| Prima stagione | 13      | 2017              | 2017                 |

## Produzione
Nel febbraio 2016 venne annunciato che Netflix aveva ordinato una serie televisiva basata sull'autobiografia di Sophia Amoruso e creata da Kay Cannon. Nel giugno 2016 Britt Robertson venne scelta come protagonista della serie. Nello stesso mese si unirono al cast Alphonso McAuley, Johnny Simmons ed Ellie Reed.
Le riprese della serie si tennero nell'estate 2016 a San Francisco e Los Angeles.

## Distribuzione
La prima stagione della serie, composta da tredici episodi, è stata interamente pubblicata il 21 aprile 2017 sul servizio di video on demand Netflix, in tutti i territori in cui il servizio è disponibile.